# Gilbert Gottfried
Gilbert Gottfried (28. února 1955 – 12. dubna 2022) byl americký herec a komik. Narodil se v Brooklynu a od patnácti let začal po New Yorku vystupovat jako stand-up komik. V roce 1980 vystupoval v pořadu Saturday Night Live. V roce 1992 daboval postavu jménem Iago v animovaném filmu Aladin. Jako herec se představil například ve filmech Kdopak to mluví 2 (1990), Lovec žen (1997) a Všechny cesty vedou do hrobu (2014).